# HD 5550
HD 5550 är en vit jättestjärna i Cassiopejas stjärnbild.
Den har visuell magnitud +5,97 och är svagt synlig för blotta ögat vid god seeing.